# Kevin Von Erich
Kevin Ross Adkisson, maggiormente conosciuto come Kevin Von Erich (Belleville, 15 maggio 1957), è un ex wrestler statunitense.
Unico superstite dei sei figli del patriarca dei Von Erich, Fritz Von Erich, ha conquistato come titoli importanti il WCWA World Tag Team Championship e la NWA World Tag Team Championship. Nel 2009 è stato inserito nella WWE Hall of Fame.

## Carriera

### Football americano
Kevin Adkisson giocò a football americano alla North Texas State University, fino a quando dovette ritirarsi a causa di un brutto infortunio, che gli precluse il sogno di andare a giocare da professionista nella National Football League.

### World Class Championship Wrestling (1976-1990)

#### Inizi (1976-1981)

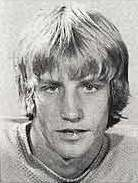
Kevin Von Erich nel 1977

Kevin iniziò a lottare con il ring name Kevin Von Erich nel 1976. Passò gran parte della sua carriera nella compagnia di proprietà del padre, la World Class Championship Wrestling. Le innate abilità atletiche di Kevin, unite al suo bell'aspetto, lo resero in breve tempo una delle stelle più affermate della federazione. Kevin divenne altresì celebre per il fatto di combattere scalzo. Kevin era un grande fan di Jimmy Snuka, che combatteva scalzo anch'esso, e si ispirò al suo modo di lottare all'inizio di carriera.
Durante la fine degli anni settanta, Kevin si fece un nome nella zona di Dallas. Il primo grande successo lo ebbe nel 1978 combattendo in tag team con il fratello minore David. Insieme conquistarono le cinture di NWA Texas Tag Team Championship in due diverse occasioni, e anche l'NWA American Tag Team Championship. Il giorno di Natale del 1978, Kevin sconfisse Bruiser Brody per il titolo NWA American Heavyweight Championship. Diventato ormai una delle star della compagnia alle soglie degli anni ottanta, Kevin continuò a lottare sia da singolo che in coppia con i fratelli minori Kerry e David.
Con il passare degli anni ottanta, Kevin apparirà sempre più di frequente in altre compagnie affiliate alla NWA, inclusa la Georgia Championship Wrestling di St. Louis, e la Florida Championship Wrestling. Infine, Kevin lottò anche in qualche match della World Wide Wrestling Federation.

#### Faida Freebirds-Von Erich (1982-1984)

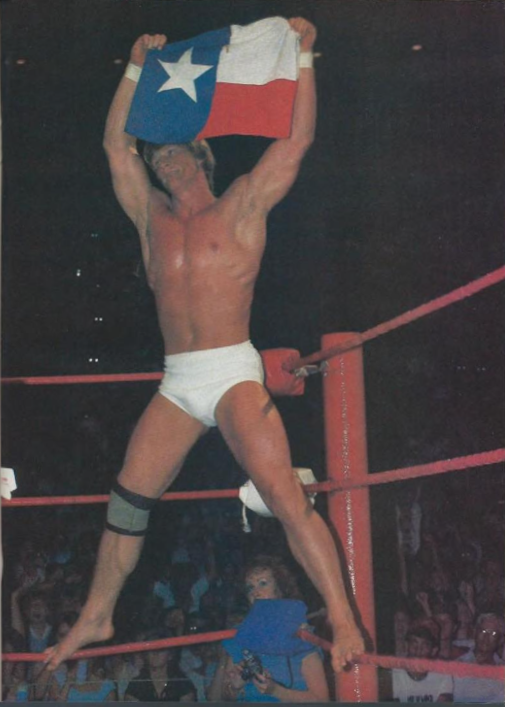
Kevin Von Erich nel 1986

All'inizio del 1982, i Fabulous Freebirds, composti da Michael "PS" Hayes, Terry Gordy e Buddy Roberts, lasciarono la Georgia Championship Wrestling per la WCCW. Il trio diventò subito favorito dai fan, grazie alle abilità sul ring e al carisma dei suoi componenti, e alla loro stretta amicizia con i Von Erich, beniamini assoluti del pubblico locale.
Però, la faida tra i Von Erich e i Freebirds prese bruscamente il via un mese dopo. Durante l'annuale show di Natale della WCCW del 1982, Kerry Von Erich lottò contro Ric Flair per il titolo NWA World Heavyweight Championship all'interno di una gabbia d'acciaio con Michael Hayes nelle vesti di arbitro speciale. Verso la fine del match, Hayes cercò di favorire Kerry nella vittoria. Von Erich rifiutò l'aiuto di Hayes, scatenando le ire del Freebird. Hayes, disgustato dall'atteggiamento di Kerry, disse a Terry Gordy, che stava a bordo ring, di aprire la porta della gabbia. Quando Kerry cercò di uscire, Gordy gli sbatté violentemente la porta d'acciaio in faccia, costandogli la cintura di campione.
I Freebirds diventarono immediatamente i top heel della federazione, grazie al fatto che molti fan li ritenevano responsabili della perdita del titolo NWA World Heavyweight Championship da parte di uno degli eroi locali. Mentre la faida si andava sviluppando, le trasmissioni televisive della WCCW furono distribuite alle stazioni televisive di tutti gli Stati Uniti, dando alla compagnia milioni di spettatori ogni settimana solo negli Stati Uniti. Ciò cambiò il volto del wrestling e il modo in cui venne commercializzato e presentato al pubblico. La natura estremamente fisica degli incontri tra le due fazioni affascinò i fan, cambiando i preconcetti su cosa fosse e potesse essere il wrestling professionistico.
Nel corso degli anni successivi, i Freebirds e i Von Erich si impegnarono in numerosi incontri di alto profilo ad alto tasso di violenza con i vari membri di ciascun gruppo in lotta per vari titoli all'interno della promozione. La faida viene ricordata oggi da molti appassionati e addetti ai lavori del settore del wrestling come una delle rivalità meglio riuscite e memorabili nella storia del wrestling. Questa serie di eventi finì quando il fratello di Kevin, David Von Erich, morì in Giappone a causa di un'enterite acuta dell'intestino superiore. Ciò ruppe la simmetria della rivalità, anche se alla fine i fratelli rimanenti continuarono a lottare individualmente, con vari gradi di successo.

#### Faide con Chris Adams e Ric Flair (1985-1990)
Kevin ebbe anche un lungo e violento feud con Chris Adams che durò svariati mesi. Kevin combatterà anche in coppia con Adams in numerose occasioni prima e dopo il loro feud. Fuori dal ring, Kevin e Chris erano grandi amici. In tempi recenti, Kevin ha affermato in diverse interviste, che Adams è stato il wrestler più difficile da battere che abbia mai incontrato in tutta la sua carriera.
Kevin ebbe diversi match con il campione mondiale NWA Ric Flair, incluso il main event del secondo memorial "David Von Erich Memorial Parade of Champions" tenutosi al Texas Stadium, ma non riuscì mai a fare sua la cintura.
Dopo il fallimento di SuperClash III, nel 1989, Kevin entrò in contrasto con la decisione presa dal padre di vendere la compagnia a Jerry Jarrett, proprietario della CWA.
Durante questo periodo, Kevin lottò molto poco. Non partecipò allo show del 4 agosto 1989 nel quale la World Class divenne formalmente la USWA Texas. Kevin, comunque, aiutò un giovane Steve Austin ad incrementare le sue abilità sul ring.

### Carriera successiva (1991-1995)
Nel 1991 Von Erich lottò in Messico nella Consejo Mundial de Lucha Libre. Il 2 aprile 1993, in coppia con Chris Adams, sconfisse Michael Hayes e Buddy Roberts all'evento di beneficenza Adkisson Benefit Show svoltosi nella Global Wrestling Federation al Dallas Sportatorium. Gli ultimi scampoli di carriera, Kevin li trascorse a metà anni novanta lottando nella Jim Crockett's NWA Promotion con sede allo Sportatorium; dove vinse il vacante titolo di North American Heavyweight Champion, precedentemente detenuto da Chris Adams, sconfiggendo Greg Valentine. Lo perse una settimana dopo cedendolo a John Hawk. Successivamente, diede vita ad una breve alleanza con il manager Skandor Akbar. Alla fine del 1995, Kevin si ritirò definitivamente dalle scene.

### WWE Homecoming

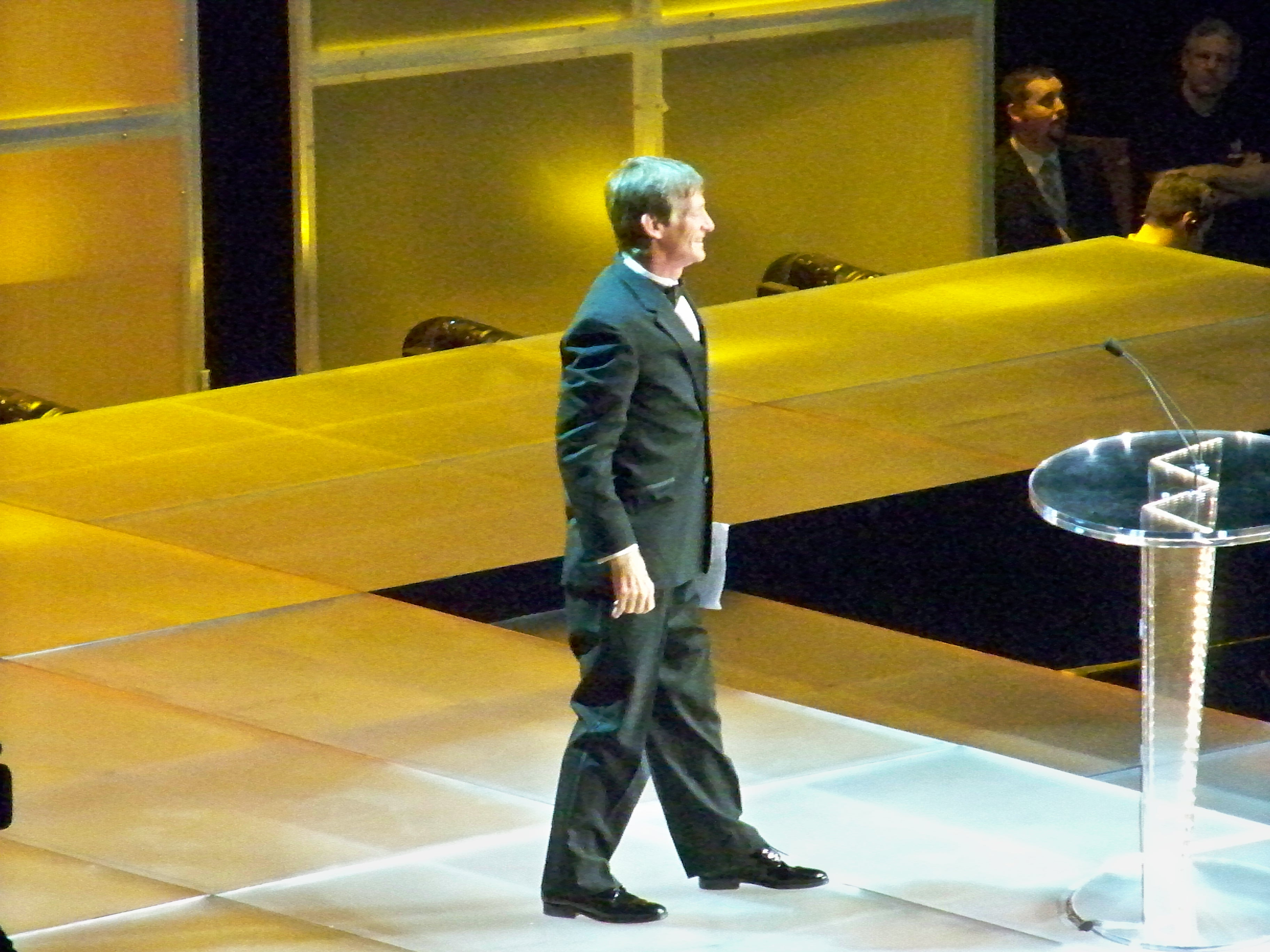
Kevin Von Erich durante la cerimonia di introduzione nella WWE Hall of Fame (2009)

Il 3 ottobre 2005, Kevin è apparso durante una puntata di WWE Homecoming insieme a molte altre leggende WWE. Nel corso della serata, Rob Conway si mise ad insultarli. Questo portò Conway ad essere assalito dalle leggende, e Kevin utilizzò la sua leggendaria presa di sottomissione "Iron Claw" su Conway.
Nel maggio 2006, Kevin ha ceduto i diritti del materiale d'archivio della World Class a Vince McMahon e alla World Wrestling Entertainment, restando però ancora proprietario della società Southwest Sports Inc., che ha rinominato K.R. Adkisson Enterprises Inc., e che si occupa di gestire e distribuire il materiale inerente alla WCCW.
Il 4 aprile 2009, Kevin in rappresentanza della famiglia Von Erich, è stato introdotto nella WWE Hall of Fame da Michael Hayes.

### Apparizioni sporadiche (2017, 2023)
All'età di sessant'anni, il 9 luglio 2017 Von Erich tornò a lottare sul ring per la prima volta in 22 anni. In coppia con i figli Ross e Marshall sconfisse Marty Jannetty, Jumping Lee e Gery Roif all'evento The Rage Wrestling Mega Show svoltosi a Tel Aviv, in Israele. Il 13 dicembre 2023, apparve insieme ai figli Ross e Marshall in alcune puntate degli show Dynamite e Rampage della All Elite Wrestling.

## Personaggio

### Mosse finali
- Diving crossbody[2]
- Iron Claw

## Soprannomi
- "The Golden Warrior"

## Titoli e riconoscimenti
All Japan Pro Wrestling
- AJPW All Asia Tag Team Championship (1- con David Von Erich)

National Wrestling Alliance
- NWA North American Heavyweight Championship (1)

World Class Championship Wrestling
- World Class World Heavyweight Championship (1)
- World Class World Television Championship (1)
- World Class World Tag Team Championship (3- con Kerry Von Erich)
- World Class Texas Tag Team Chamionship (2- con David Von Erich)
- World Class World Six-Man Tag Team Championship (10- 1 con Kerry Von Erich e Michael Hayes - 1 con Chris Adams e Steve Simpson - 1 con Lance e Kerry Von Erich - 1 con Brian Adias e Kerry Von Erich - 3 con Mike e Kerry Von Erich - 1 con Mike e Fritz Von Erich - 2 con David e Kerry Von Erich)
- NWA American Heavyweight Championship (5)
- NWA American Tag Team Championship (3- 2 con Kerry Von Erich - 1 con David Von Erich)

World Wrestling Entertainment
- WWE Hall of Fame (2009)

Pro Wrestling Illustrated
- 78º tra i 500 migliori wrestler singoli nella PWI 500 (1991)
- 85º tra i 500 migliori wrestler singoli nella "PWI Years" (2003)